# Nego Fugido

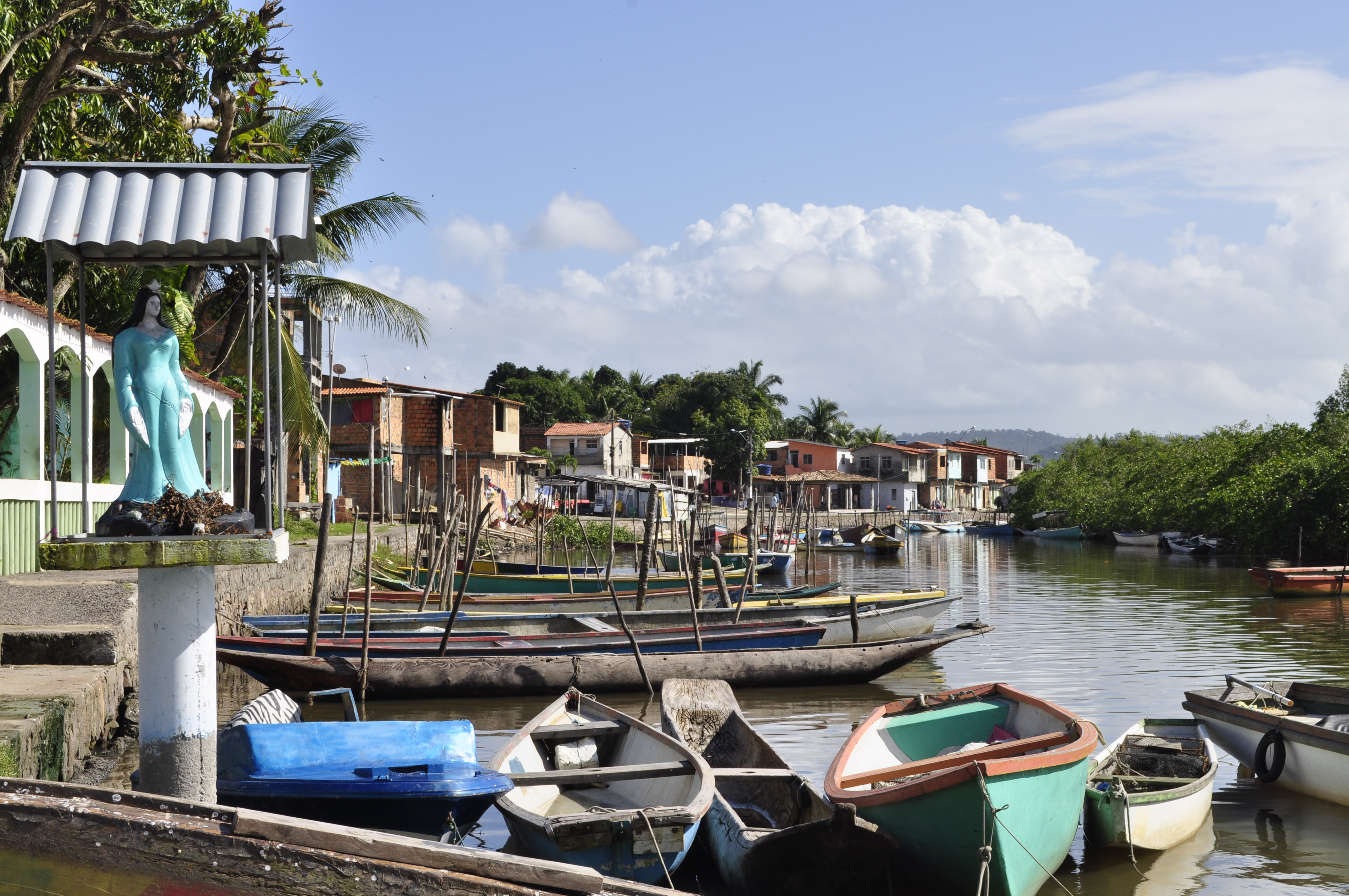
Porto de Acupe, banhado pelas águas da Baía de Todos os Santos

Nascido em Acupe, distrito de Santo Amaro da Purificação na Bahia, o Nego Fugido é uma das mais importantes manifestações culturais da região, atraindo todos os anos centenas de fotógrafos e turistas para presenciar as aparições realizadas por moradores do distrito sempre aos domingos do mês de julho, quando revivem a luta pelo fim da escravidão.

## Acupe
Acupe é uma comunidade quilombola banhada pela Baía de Todos os Santos. Surgida no período pós abolicionista, o território guarda muitos traços do povo nagô, grupo ao qual pertenciam os escravos trazidos da África para trabalhar nos engenhos de cana de açúcar no Recôncavo da Bahia.
Apesar da forte descendência negra, o distrito também foi formado por índios. Um dos principais traços da origem indígena está no próprio nome, Acupe, que significa terra quente. A localização geográfica contribuiu para que a comunidade acupense utilizasse a pesca e a mariscagem como principal forma de sobrevivência. O manguezal propício à mariscagem de espécies como caranguejo, siri e bebe fumo - molusco comumente encontrado nas praias da região.  

## História do Nego Fugido
Não existem registros que comprovem o período de surgimento do Nego Fugido. As tradições orais e os depoimentos dos próprios moradores mais velhos afirmam que a manifestação surgiu ainda no século XIX.
Dentre as inúmeras lendas que contam a história da aparição, está a praga de Icu. Segundo os moradores, um dos senhores do engenho Acupe se encontrava em estado de falência e resolveu procurar um escravo famoso por suas práticas espirituais, passando a ofertar através dele oferendas à Icu, que em iorubá representa o orixá responsável por retirar o sopro da vida - emi. O senhor de engenho passou então a ofertar a vida dos escravos considerados rebeldes e de seus inimigos, mas a situação acabou saindo do controle e chegou o momento em que já não haviam vidas a serem ofertadas. Foi então que no mês de agosto, Icu lançou uma grande praga sob todo o engenho, ordenando a morte de inúmeras pessoas.
Para se livrar da praga, a comunidade clamou para que os espíritos bons saíssem às ruas no mês que antecede agosto para afastar os espíritos ruins e atrair os bons, conseguindo salvar a comunidade da grande tragédia da morte. Iniciando assim as aparições dos mandus e caretas pelas ruas de Acupe nos domingos do mês de julho.
Naquela época, os escravos torturados e mortos eram enterrados nos fundos da fazenda do senhor de engenho Francisco Gonçalves e em cada cova plantavam-se mudas de bananeira. Conta-se que ao cortar qualquer uma das bananeiras era possível ver o sangue dos escravos enterrados, são as folhas dessas bananeiras que anos depois passaram a ser utilizadas na representação do nego fugido. Acredita-se que a força da manifestação está no caráter espiritual da saia, devido a relação das palhas com os escravos mortos.

## Seus integrantes

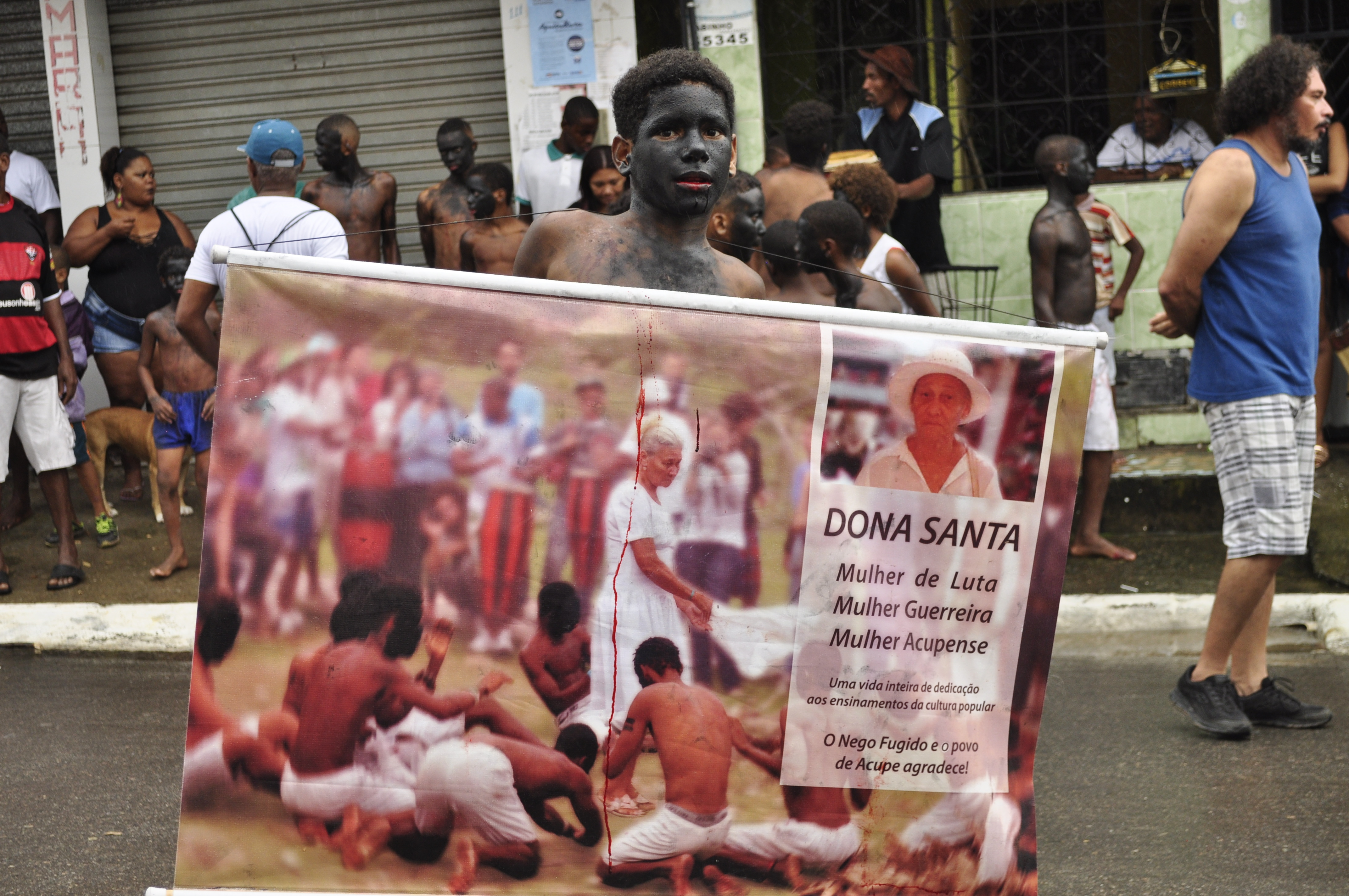
Dona Santa é quem convence o rei a dar a carta de alforria para os escravos

A aparição é composta pelos seguintes personagens:
- A “nega”, interpretada por jovens e crianças que usam calção branco, pintam o rosto de preto e utilizam na boca corante para bolo, fazendo alusão ao sangue derramado nas fugas. Estes representam os escravos fugitivos, tentando se livrar do caçador;
- O caçador é um dos principais personagens, com roupa feita de couro, cabaças, espingarda, rosto pintado com tinta guache e carvão triturado, corante escorrendo pela boca e saia de bananeira, eles capturam as negas e as vendem para o público que assiste a manifestação;
- O capitão do mato é a figura que impõe respeito, com chicote na mão e bradando, ele ordena os capitães do mato a vender as negas que tentam juntar dinheiro para comprar a carta de alforria;
- O rei é o detentor da carta e assiste a toda a aparição acompanhado de seus guardas que fazem a sua segurança enquanto ele recebe o dinheiro conseguido pelas negas;
- Outra figura importante é a da princesa Isabel, representada por D. Santa, respeitada moradora de Acupe e madrinha do Nego Fugido. É ela quem convence o rei a dar a carta de alforria para os escravos.

## A manifestação
A representação do Nego Fugido é rodeada por diversas simbologias que ancoram as práticas de cada passo do ritual. Formado em sua maioria por homens da comunidade pesqueira e quilombola do distrito de Acupe, as apresentações acontecem sempre aos domingos de julho, mês que representa a luta pela independência da Bahia e que antecede agosto, período ao qual se refere a lenda da praga de Icu.

As aparições do Nego Fugido pelas ruas de Acupe constroem ao longo do mês uma narrativa acerca da história contada. Tudo se inicia ainda no primeiro domingo de julho, as negas estão festejando quando são surpreendidas pelos capitães do mato. Inicia-se uma luta, mas as negas são capturadas e colocadas de joelhos aos pés do público.
Solta a nega, iá iá.
A nega sabe lavar, cozinhar
A nega é boa de trabaio
Neste momento o escravo recebe a contribuição em dinheiro para que possa comprar a sua liberdade. Toda encenação é dirigida pelo toque dos tambores e atabaques. Os cânticos misturam português e iorubá em uma só sintonia. As apresentações se repetem em diferentes ruas do distrito, relembrando que escravidão existiu em todos os pontos visitados.

Em meio a toda perseguição, as negas se jogam no chão estrebuchando e tremendo como se tivessem tendo um ataque de epilepsia. Todos gritam, enquanto os caçadores correm de forma desengonçada em busca do escravo, disparando a espingarda e deixando escorrer da boca todo o corante vermelho. A encenação da fuga se repete até o último domingo de julho, quando finalmente os escravos conseguem se rebelar e ganham o apoio dos caçadores, que além de conquistar a liberdade, conseguem prender e leiloar o rei.